# Віктор Кіплангат
Віктор Кіплангат (англ. Victor Kiplangat, нар. 10 листопада 1999) — угандійський легкоатлет, який спеціалізується в бігу на довгі дистанції, багаторазовий чемпіон світу з гірського бігу, чемпіон світу з марафонського бігу.

## Спортивні досягнення
Багаторазовий чемпіон світу та призер чемпіонатів світу з гірського бігу. 
Бронзовий призер чемпіонату світу з напівмарафону у командному заліку (2020).
Чемпіон Ігор Співдружності у марафонському бігу (2022).